# Olga Karlatos
Olga Karlatos est une actrice grecque, née le 20 avril 1947 à Athènes, qui a joué dans plusieurs films italiens tels que Keoma ou Mes chers amis. Elle a aussi incarné le personnage de Didon dans la télé-série L'Énéide, réalisée par Franco Rossi en 1971, et fait une apparition dans le film de Sergio Leone Il était une fois en Amérique.
Olga Karlatos a également participé à de nombreux films d'auteurs grecs. Épouse et égérie de Nikos Papatakis, elle joua en 1966 dans Les Pâtres du désordre, puis en 1975 dans Gloria Mundi, rôle viscéral qu'elle interpréta avec force et brio.

## Filmographie partielle

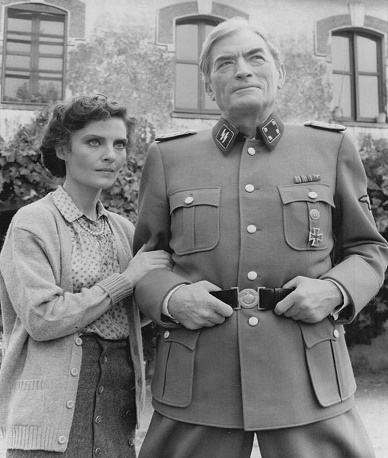
Olga Karlatos et Gregory Peck, photo promotionnelle pour La Pourpre et le Noir (The Scarlet and the Black - 1983).

### Cinéma
- 1967 : Les Pâtres du désordre (Oi Voskoi)[1] de Nikos Papatakis
- 1972 : Paulina 1880 de Jean-Louis Bertuccelli
- 1975 : Mes chers amis (Amici miei)[2] de Mario Monicelli
- 1976 : Keoma[3] d'Enzo G. Castellari
- 1976 : Gloria Mundi[4] de Nikos Papatakis
- 1977 : Diamants de sang (Diamanti sporchi di sangue) de Fernando Di Leo
- 1978 : Les Fainéants de la vallée fertile (Oi tembelides tis eforis koiladas)[5] de Níkos Panayotópoulos
- 1978 : Un flic explosif (Un poliziotto scomodo)[6] de Stelvio Massi
- 1979 : L'Enfer des zombies (Zombi 2)[7] de Lucio Fulci
- 1979 : Mani di velluto de Castellano et Pipolo
- 1979 : Anita la vicieuse (Dedicato al mare Egeo) de Masuo Ikeda
- 1980 : Una moglie, due amici, quattro amanti[8] de Michele Massimo Tarantini
- 1980 : Exodos kindynou[9] de Nikos Foskolos
- 1980 : Elefthérios Venizélos (1910-1927)[10] de Pantelis Voulgaris
- 1981 : La Dame aux camélias (La storia vera della signora delle camelie) de Mauro Bolognini
- 1984 : Murder Rock de Lucio Fulci
- 1984 : Purple Rain[11] de Albert Magnoli
- 1984 : Il était une fois en Amérique de Sergio Leone

### Télévision
- 1983 : La Pourpre et le Noir (The Scarlet and the Black) de Jerry London